# Amphoe Phu Phiang

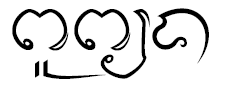
„Phu Phiang“ in Lanna-Schrift

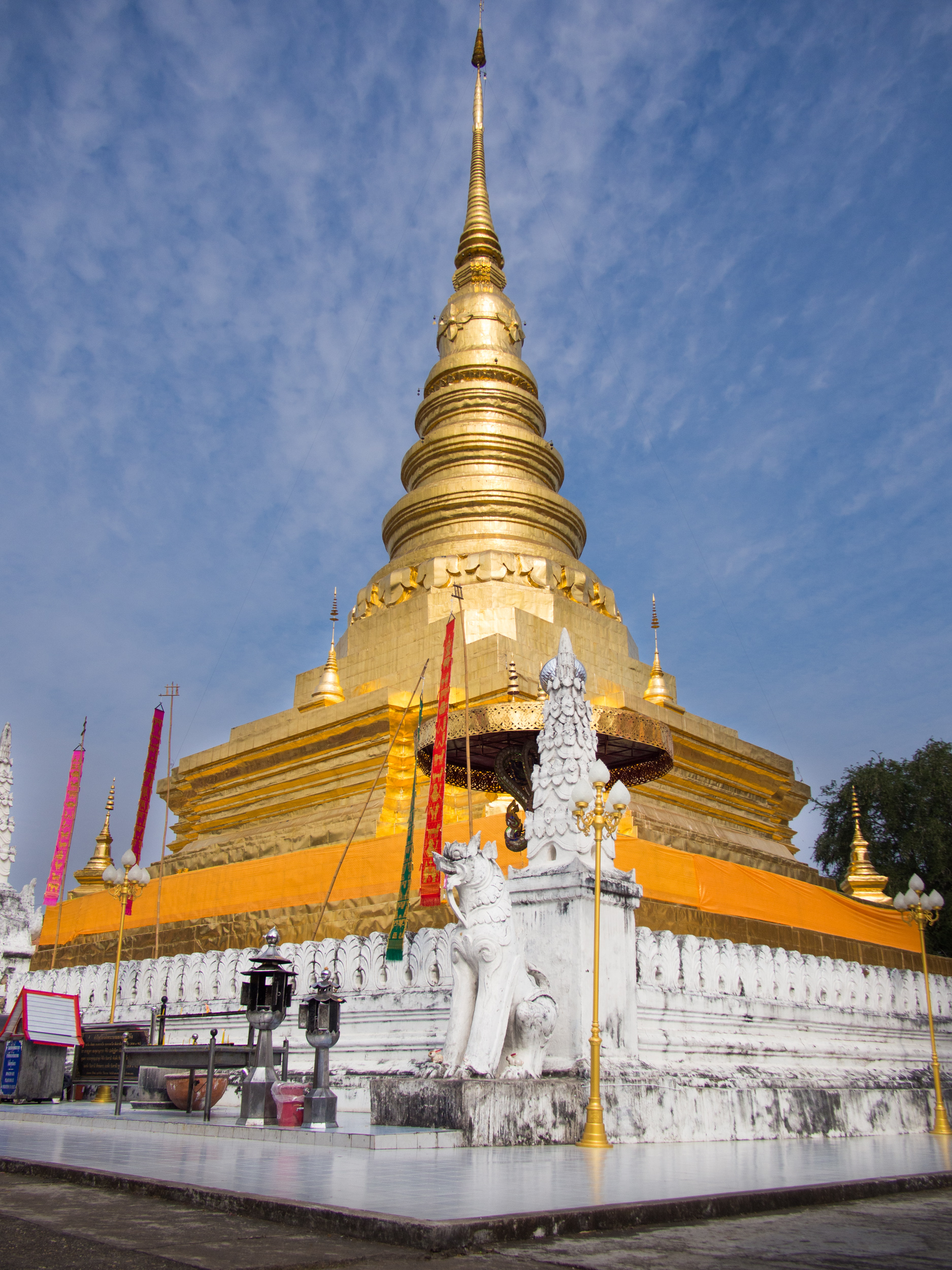
Phra That Chae Haeng auf dem Berg Phu Phiang

Amphoe Phu Phiang (Thai: อำเภอ ภูเพียง) ist ein Landkreis (Amphoe – Verwaltungs-Distrikt) im Zentrum der Provinz Nan. Die Provinz Nan liegt im Nordosten der Nordregion von Thailand.

## Geographie
Benachbart sind (im Uhrzeigersinn von Norden aus) die Amphoe Santi Suk, Mae Charim, Wiang Sa und Mueang Nan. Alle Amphoe liegen in der Provinz Nan.

## Geschichte
Das Gebiet des heutigen Landkreises wurde am 1. Juli 1997 vom Amphoe Mueang Nan abgetrennt, um einen neuen „Zweigkreis“ (King Amphoe) einzurichten.
Mit der Veröffentlichung in der Royal Gazette „Issue 124 chapter 46“ vom 24. August 2007 erhielt Phu Phiang offiziell den vollen Amphoe-Status.

## Sprachliche Herkunft
Der Name Phu Phiang stammt vom Phu-Phiang-Berg, auf dessen Spitze die berühmte Chedi des Wat Phra That Chae Haeng steht.

## Sehenswürdigkeiten
- Wat Phrathat Chae Haeng (Thai: วัดพระธาตุแช่แห้ง) – über 600 Jahre alte buddhistische Tempelanlage (Wat) mit einem 55 m hohen, vergoldeten Chedi aus der Sukhothai-Zeit, die eine Reliquie enthalten soll. Sehenswert auch die traditionellen Naga-Verzierungen am Wihan. Im thailändischen Volks-Buddhismus ist er ein beliebtes Pilgerziel für Menschen, die im Jahr des Hasen geboren sind.

## Ausbildung
In Amphoe Phu Phiang befindet sich der Nebencampus Nan der Technischen Universität Rajamangala Lanna.

## Verwaltung

### Provinzverwaltung
Der Landkreis Phu Phiang ist in sieben Tambon („Unterbezirke“ oder „Gemeinden“) eingeteilt, die sich weiter in 61 Muban („Dörfer“) unterteilen.
| Nr. | Name         | Thai   | Muban | Einw.  |
| --- | ------------ | ------ | ----- | ------ |
| 01. | Muang Tuet   | ม่วงตึ๊ด  | 05    | 04.272 |
| 02. | Na Pang      | นาปัง   | 06    | 03.404 |
| 03. | Nam Kaen     | น้ำแก่น  | 10    | 04.414 |
| 04. | Nam Kian     | น้ำเกี๋ยน | 05    | 02.818 |
| 05. | Mueang Chang | เมืองจัง | 11    | 05.974 |
| 06. | Tha Nao      | ท่าน้าว  | 07    | 03.365 |
| 07. | Fai Kaeo     | ฝายแก้ว | 17    | 11.586 |

### Lokalverwaltung
Es gibt keine Städte (Thesaban) im Landkreis.
Im Landkreis gibt es sieben „Tambon-Verwaltungsorganisationen“ (องค์การบริหารส่วนตำบล – Tambon Administrative Organizations, TAO)
- Muang Tuet (Thai: องค์การบริหารส่วนตำบลม่วงตึ๊ด) bestehend aus dem kompletten Tambon Muang Tuet.
- Na Pang (Thai: องค์การบริหารส่วนตำบลนาปัง) bestehend aus dem kompletten Tambon Na Pang.
- Nam Kaen (Thai: องค์การบริหารส่วนตำบลน้ำแก่น) bestehend aus dem kompletten Tambon Nam Kaen.
- Nam Kian (Thai: องค์การบริหารส่วนตำบลน้ำเกี๋ยน) bestehend aus dem kompletten Tambon Nam Kian.
- Mueang Chang (Thai: องค์การบริหารส่วนตำบลเมืองจัง) bestehend aus dem kompletten Tambon Mueang Chang.
- Tha Nao (Thai: องค์การบริหารส่วนตำบลท่าน้าว) bestehend aus dem kompletten Tambon Tha Nao.
- Fai Kaeo (Thai: องค์การบริหารส่วนตำบลฝายแก้ว) bestehend aus dem kompletten Tambon Fai Kaeo.